# Robert Garner

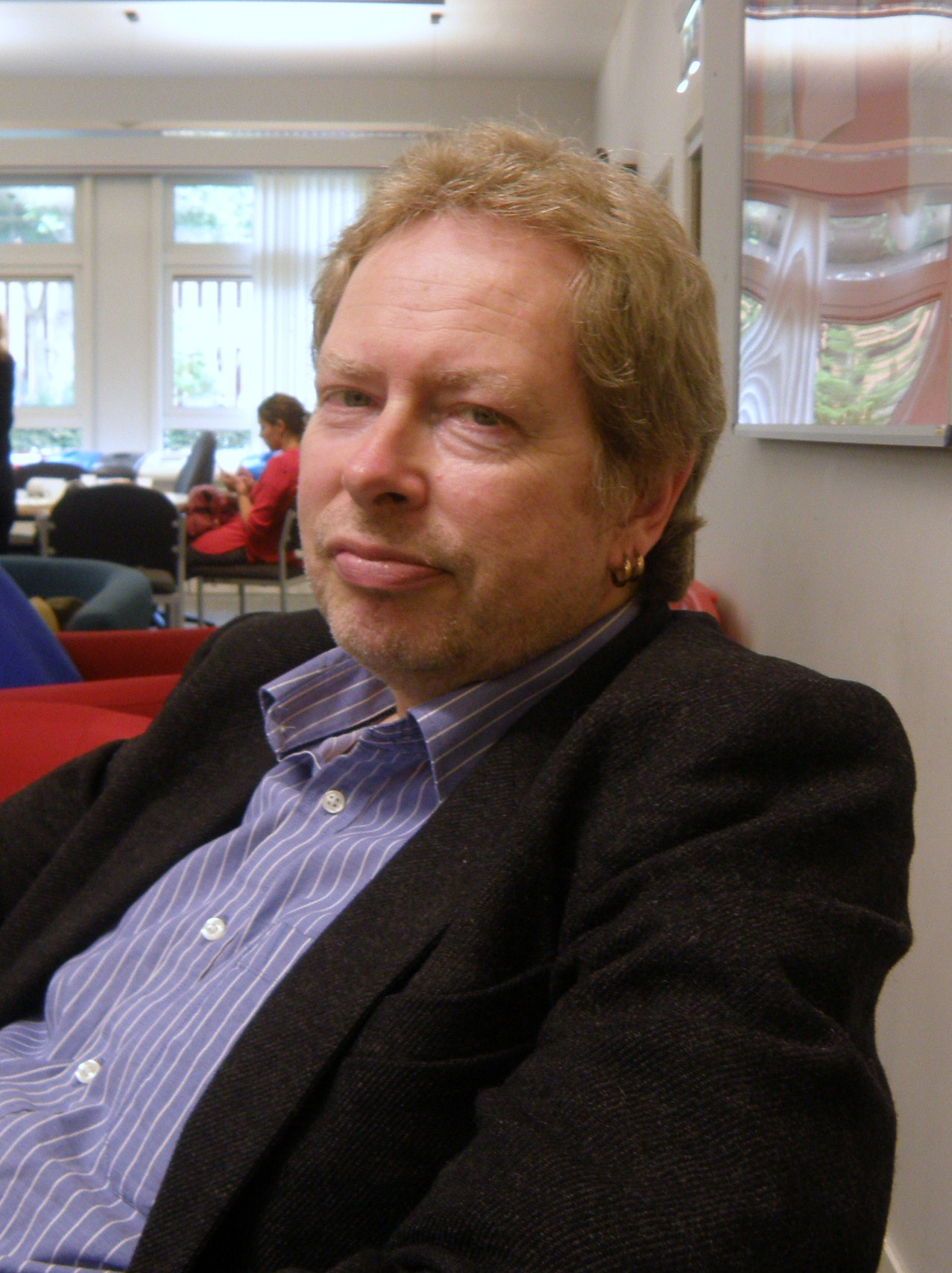
Robert Garner, 2013

Robert Garner (* 1960) ist ein britischer Professor für Politikwissenschaften an der University of Leicester. Sein Forschungsschwerpunkt ist seiner Selbstdarstellung nach eine „politische Vertretung von nichtmenschlichen Interessen (…) als ein Teilgebiet der Umweltethik. Insbesondere die
- Dokumentation des Vernachlässigens oder der Geringschätzung des Tierrechtskonzeptes in linken politischen Traditionen.
- Eine Verteidigung der Tierrechtsidee aus einer linken politischen Tradition heraus unter Berücksichtigung der utilitaristischen, kontraktualistischen und deontologischen Ansätze
- Die Schwierigkeiten beim Schutz nichtmenschlicher Interessen ausgehend von linken Politiktraditionen mit Augenmerk auf
  - den Kosten für freiheitliche Gesellschaften, die Tierrechte annehmen;
  - dem Einfluss libertärer Neutralität als Charakteristikum einer guten Gesellschaft;
  - und dem Schutz menschlicher Autonomie.
- Das Verhältnis zwischen Tierschutzansätzen und anderen politischen Traditionen; darunter Marxismus, Feminismus, Ökologie und Kommunitarismus.“[1]

Garner studierte an der University of Salford (BA) und der University of Manchester mit einem Abschluss als Master (MA) und anschließender Promotion als Doktor der Philosophie (PhD).

## Werke

### Bücher
- Robert Garner: A Theory of Justice for Animals: Animal Rights in a Nonideal World. Oxford University Press, 2013, ISBN 978-0-19-993631-1 (englisch).
- Gary L. Francione, Robert Garner: The Animal Rights Debate: Abolition or Regulation? Columbia University Press, 2010, ISBN 0-231-14955-7 (englisch).
- Robert Garner, Peter Ferdinand, Stephanie Lawson: Introduction to Politics. Oxford University Press, USA, 2009, ISBN 0-19-923133-8 (englisch).
- Robert Garner: Animal ethics. Polity Press, 2005, ISBN 0-7456-3079-0 (englisch).
- Robert Garner: The political theory of animal rights. Manchester University Press, 2005, ISBN 978-0-7190-6710-5 (englisch).
- Robert Garner: Animals, politics, and morality (= Issues in Environmental Politics). Manchester University Press, 2004, ISBN 978-0-7190-6621-4 (englisch).
- Robert Garner: Environmental Politics. 2nd Auflage. Palgrave Macmillan, 2000, ISBN 0-333-76309-2 (englisch).
- Robert Garner: Political Animals: Animal Protection Politics in Britain and the United States. Palgrave Macmillan, 1998, ISBN 0-312-21208-9 (englisch).
- Robert Garner, Richard Kelly: British Political Parties Today. 2nd Auflage. Manchester University Press, 1998, ISBN 0-7190-5105-3 (englisch).

### Paper
- Robert Garner: Animals, ethics and public policy. In: The Political Quarterly. 81. Jahrgang, Nr. 1, 2010, ISSN 1467-923X, S. 123–130 (englisch).

- Robert Garner: The politics of animal rights. In: British Politics. 3. Jahrgang, Nr. 1, 2008, ISSN 1746-918X, S. 110–119 (englisch, tier-im-fokus.ch [PDF]).

- Robert Garner: Political ideologies and the moral status of animals. In: Journal of Political Ideologies. 8. Jahrgang, Nr. 2, 2003, ISSN 1356-9317, S. 233–246 (englisch).

- Robert Garner: Animals, politics and justice: Rawlsian liberalism and the plight of non-humans. In: Environmental Politics. 12. Jahrgang, Nr. 2, 2003, ISSN 0964-4016, S. 3–22 (englisch).

- Robert Garner: Animal rights, political theory and the liberal tradition. In: Contemporary Politics. 8. Jahrgang, Nr. 1, 2002, ISSN 1356-9775, S. 7–22 (englisch).

- Robert Garner: Political Ideology and the Legal Status of Animals. In: Animal Law. 8. Jahrgang, 2002, S. 77 (englisch, tier-im-fokus.ch [PDF]).

- Robert Garner: Political Science and Animal Studies. In: Society and Animals. 10. Jahrgang, Nr. 4, 2002, ISSN 1063-1119, S. 395–402 (englisch, animalsandsociety.net [PDF]).

- Robert Garner: Animal rights, political theory and the liberal tradition. In: Contemporary Politics. 8. Jahrgang, Nr. 1, 2002, ISSN 1356-9775, S. 7–22 (englisch).

- Robert Garner: The scope of green realism. In: Contemporary Politics. 6. Jahrgang, Nr. 2, 2000, ISSN 1356-9775, S. 185–190 (englisch).

- Robert Garner: Animal protection and legislators in Britain and the United States. In: The Journal of Legislative Studies. 5. Jahrgang, Nr. 2, 1999, ISSN 1357-2334, S. 92–114 (englisch).

- Robert Garner: The politics of animal protection: A research agenda. In: Society and Animals. 3. Jahrgang, Nr. 1, 1995, ISSN 1063-1119, S. 43–60 (englisch, animalsandsociety.org [PDF]).

- Robert Garner: The animal lobby. In: The Political Quarterly. 62. Jahrgang, Nr. 2, 1991, ISSN 1467-923X, S. 285–291 (englisch).

- Robert Garner: Ecology and Animal Rights: Is Sovereignty Anthropocentric? In: Reclaiming Sovereignty. S. 181–191 (englisch).